# Panathlon Wallonie-Bruxelles
 (juin 2021).
La mise en forme du texte ne suit pas les recommandations de Wikipédia : il faut le « wikifier ».
Les points d'amélioration suivants sont les cas les plus fréquents. Le détail des points à revoir est peut-être précisé sur la page de discussion.
- Les titres sont pré-formatés par le logiciel. Ils ne sont ni en capitales, ni en gras.
- Le texte ne doit pas être écrit en capitales (les noms de famille non plus), ni en gras, ni en italique, ni en « petit »…
- Le gras n'est utilisé que pour surligner le titre de l'article dans l'introduction, une seule fois.
- L'italique est rarement utilisé : mots en langue étrangère, titres d'œuvres, noms de bateaux, etc.
- Les citations ne sont pas en italique mais en corps de texte normal. Elles sont entourées par des guillemets français : « et ».
- Les listes à puces sont à éviter, des paragraphes rédigés étant largement préférés. Les tableaux sont à réserver à la présentation de données structurées (résultats, etc.).
- Les appels de note de bas de page (petits chiffres en exposant, introduits par l'outil «  Source ») sont à placer entre la fin de phrase et le point final[comme ça].
- Les liens internes (vers d'autres articles de Wikipédia) sont à choisir avec parcimonie. Créez des liens vers des articles approfondissant le sujet. Les termes génériques sans rapport avec le sujet sont à éviter, ainsi que les répétitions de liens vers un même terme.
- Les liens externes sont à placer uniquement dans une section « Liens externes », à la fin de l'article. Ces liens sont à choisir avec parcimonie suivant les règles définies. Si un lien sert de source à l'article, son insertion dans le texte est à faire par les notes de bas de page.
- La présentation des références doit suivre les conventions bibliographiques. Il est recommandé d'utiliser les modèles {{Ouvrage}}, {{Chapitre}}, {{Article}}, {{Lien web}} et/ou {{Bibliographie}}. Le mode d'édition visuel peut mettre en forme automatiquement les références.
- Insérer une infobox (cadre d'informations à droite) n'est pas obligatoire pour parachever la mise en page.

Pour une aide détaillée, merci de consulter Aide:Wikification.
Si vous pensez que ces points ont été résolus, vous pouvez retirer ce bandeau et améliorer la mise en forme d'un autre article.
 (juin 2021).
En défendant et en promouvant au quotidien, depuis 2003, les valeurs de Fair-Play et plus largement les valeurs positives du sport qui s’avèrent de réelles valeurs sociétales, le Panathlon Wallonie-Bruxelles, dont l’action est « adoubée » par le Comité Olympique et Interfédéral Belge (COIB), est aujourd’hui reconnu comme une plateforme citoyenne se mettant pleinement au service de notre société. 
Car qui dit Fair-Play induit indubitablement du respect, de la solidarité, de la fraternité, du partage, de l’entraide, de l’inclusion, du lien social, de l’engagement ou encore du Vivre et Faire ensemble. Le Fair-Play englobe ainsi des repères essentiels pour tout un chacun dans sa construction personnelle et son engagement dans notre Société. 
Car aujourd’hui, notre société est bousculée par de nombreuses dérives, et chacune et chacun se doit de s’engager dans ce combat pour un monde plus positif. Notre association, de par sa mission, a donc toute sa place dans ce combat ; combat dans lequel nous souhaitons amener tous celles et ceux qui nous rejoignent. 
Le Panathlon Wallonie-Bruxelles est (également) reconnu tant au niveau national qu’à l’échelon international par de nombreuses instances, références dans les domaines du sport et de l’éducation (à titre d’exemples, en plus d’être proche du Comité Olympique et Interfédéral Belge, nous sommes membre du European Fair Play Movement, du Comité International pour le Fair-Play ainsi que du Panathlon International, lui-même reconnu par le Comité International Olympique). 
Notre président, Philippe Housiaux, est également président du European Fair Play Movement et membre du Comité Exécutif du Comité International pour le Fair-Play.

## Fair-Play
Le Fair-Play définit le comportement juste et honnête de chaque sportif/ve dans le cadre de sa pratique sportive. Mais plus que cela, le fair-play englobe toutes les valeurs humaines et sociétales positives qui lui sont associées ; et représente indéniablement des balises, des repères essentiels pour tout un chacun dans sa construction personnelle et son engagement dans la société.
Le Panathlon Wallonie-Bruxelles organise tout au long de l’année diverses opérations en Fédération Wallonie-Bruxelles. Des actions qui s’adressent aux jeunes sportifs ainsi qu’à tous ceux qui les entourent (entraîneurs, formateurs, enseignants, dirigeants, parents, bénévoles etc.); et ce, tant dans le domaine sportif que scolaire ou plus largement citoyen. Les valeurs positives du sport étant des valeurs transversales, ces actions peuvent être concrétisées par toutes les institutions (clubs et fédérations sportives, entités communales ou provinciales, institutions scolaires etc.) soucieuses de promouvoir les valeurs positives du sport. Moyennant une adhésion au Panathlon Wallonie-Bruxelles, l’association met à disposition des outils, éducatifs et de communication, utiles à la réussite de ces opérations.

## Actions

### World Fair Play Day
Né en 2020 et porté par le partenariat des Institutions internationales promouvant le Fair-Play, le Comité International pour le Fair-Play (CIFP), le European FairPlay Movement (EFPM) et le Panathlon International (PI), à l’initiative du  Panathlon Wallonie-Bruxelles. Cette Journée, organisée tous les 7 septembre, vise à défendre les valeurs de Fair-Play à travers la pratique du sport, sous toutes ses formes, et à affirmer que le Fair-Play peut être promu à la fois par des opérations de grande ampleur et par des gestes simples. 
Cette journée annuelle se veut une initiative mondiale invitant tous les acteurs du sport, pratiquants ou encadrants, à mettre en exergue des initiatives Fair-Play de tous genres. Ce programme s’appuie sur un manifeste permettant à chaque institution/personne qui le signera de témoigner de sa volonté à coopérer pleinement à cette opération sportive et sociétale.

### 1000 km du Fair-Play
Les 1000 km du Fair-Play, c’est la course-relais qui rassemble, chaque année, à l’initiative du Panathlon Wallonie-Bruxelles, des centaines de sportives et sportifs de tous horizons, partageant des valeurs de citoyenneté et de solidarité. 
La formule de l’opération repose sur un maillage solidaire entre tous les membres du Panathlon Wallonie-Bruxelles. A pied ou à vélo, valides et moins valides, sportifs professionnels ou amateurs vont à leur rythme parcourir 1000km au nom du Fair-Play et des valeurs du sport. 
En chaque entité membre du Panathlon Wallonie-Bruxelles, les participants affirment leur adhésion aux valeurs citoyennes et sportives qui sont des socles fondateurs de la société. 
- La 1re édition de 2018 a eu lieu du 7 au 9 septembre[2].
- La 2ème édition de 2019 a eu lieu du 19 au 22 septembre[3].
- La 3ème édition de 2020 a eu lieu du 7 au 12 septembre[4].
- La 4ème édition de 2021 a eu lieu du 7 au 18 septembre[5].
- La 5ème édition de 2022 a eu lieu du 20 au 24 septembre[6]

### Fair Play Panathlon Awards
Depuis une dizaine d’années[Quand ?], le Panathlon Wallonie-Bruxelles tient à mettre en lumière les beaux gestes et attitudes marquant positivement chaque année sportive; car au-delà des médailles et des performances, l’esprit sportif doit rester une priorité pour tous. Les Fair Play Panathlon Awards sont ainsi décernés à l’échelle de la Fédération Wallonie-Bruxelles pour honorer les joueurs, les entraineurs, les parents, les supporters, les arbitres, les dirigeants, les bénévoles, ainsi que les entités, les clubs, les associations, les fédérations, les communes, les provinces, les écoles, etc, ayant accompli un geste sportif remarquable ou développé́ un projet particulier en faveur de la promotion du Fair-Play dans le sport.

#### Palmarès 2016
| Lauréat                                                  | Personne(s)                                                            | Lieu                                      | Sport             | Motif |
| -------------------------------------------------------- | ---------------------------------------------------------------------- | ----------------------------------------- | ----------------- | ----- |
| Geste Fair Play d’un sportif ou d'une équipe de – 18 ans | Les participants du FFYB Opti Tour 2016                                | Wallonie-Bruxelles                        | Voile             |       |
| Geste Fair Play d’un sportif ou d'une équipe de + 18 ans | Michel Garcia (28 ans)                                                 | Charleroi (Province de Hainaut)           | Boxe (même match) |       |
| Geste Fair Play d’un sportif ou d'une équipe de + 18 ans | James Hagenimana (30 ans)                                              | Région bruxelloise                        | Boxe (même match) |       |
| Personnalité du Fair Play                                | Lara Vanderlinden (37 ans)                                             | Liège (Province de Liège)                 | Para Escrime      |       |
| Promotion du Fair Play                                   | Les gérants du club « Parents Fair Play » de L’US Neufvilles           | Province du Hainaut                       | Football          |       |
| Geste Fair Play internationaux                           | Nikki Hamblin (Nouvelle-Zélande) et Abbey d’Agostino (en) (États-Unis) | Série du 5.000 m des JO de Rio            | Athlétisme        |       |
| Geste Fair Play internationaux                           | Nafissatou Thiam (Belgique)                                            | Finale de l’heptathlon des JO de Rio      | Athlétisme        |       |
| Geste Fair Play internationaux                           | Joachim Gerard (Belgique)                                              | Demi-finale des Jeux Paralympiques de Rio | Tennis            |       |
| Prix spéciale Jury                                       | Béatrice de Lavalette (18 ans)                                         | Région bruxelloise                        | Équitation        |       |
| Prix spéciale Jury                                       | Gérard Zicot (54 ans)                                                  | La Bruyère (Province de Namur)            | Course à pied     |       |
| Prix spéciale Jury                                       | Thierry Berger (43 ans)                                                | Fernelmont (Province de Namur)            | Course à pied     |       |

#### Palmarès 2017
| Lauréat                                                     | Personne(s) | Lieu                                         | Sport        | Motif |
| ----------------------------------------------------------- | --- | -------------------------------------------- | ------------ | ----- |
| Geste Fair-Play réalisé par un(e) sportif/ve de – de 18 ans | Magali Rouchet, Felix Boedt, Yuya Lonfils, Hugo, Ella et Emile Rogers, et Natan Bruckner (Groupe de perfectionnement « Optimist » de la FFYB) |                                              | Voile        |       |
| Geste Fair-Play réalisé par un(e) sportif/ve de + de 18 ans | Frédéric Braquet | Habay-La-Vieille (Province de Luxembourg)    | Football     |       |
| Geste Fair-Play réalisé par un(e) sportif/ve de + de 18 ans | Alex Moris | Neufchâteau (Province de Luxembourg)         | Football     |       |
| Personnalité                                                | Serge Jacques | Braine l’Alleud (Province du Brabant Wallon) | Tir à l’arc  |       |
| Solidarité par le Sport                                     | Le RCS Natoye | Province de Namur                            | Basketball   |       |
| Solidarité par le Sport                                     | Hockey Together | Région de Bruxelles                          | Hockey       |       |
| Prix spéciaux pour l’international                          | Belgium Plays 4 Peace | Belgique                                     | Multisports  |       |
| Prix spéciaux pour l’international                          | Les joueurs des équipes de Tonga et de Samoa                                                                                                  | Océanie                                      | Rugby à XIII |       |

#### Palmarès 2018
| Lauréat                                                     | Personne(s)                                 | Lieu                          | Sport                                     | Motif |
| ----------------------------------------------------------- | ------------------------------------------- | ----------------------------- | ----------------------------------------- | ----- |
| Geste Fair-Play réalisé par un(e) sportif/ve de – de 18 ans | Les U16 du RFC Messancy                     | Province de Luxembourg        | Football                                  |       |
|                                                             | Sascha De Vleschouwer                       | Province de Hainaut           | Football                                  |       |
| Geste Fair-Play réalisé par un(e) sportif/ve de + de 18 ans | Sébastien Vanbaelen                         | Province du Brabant wallon    | Moto-cross                                |       |
| Promotion ou développement d’un projet Fair-Play            | Le RCS Sart-Tilman                          | Province de Liège             | Football                                  |       |
|                                                             | La RUS Courcelloise                         | Province de Hainaut           | Football                                  |       |
| Personnalité                                                | Marie-Thérèse STRAGIER                      | Région bruxelloise            | Judo                                      |       |
| Promotion du Fair-Play à l’étranger                         | François Fouss                              | Province de Hainaut           | Triathlète                                |       |
|                                                             | Le Flying Rabbits Ultimate Club             | Région bruxelloise            | Ultimate Frisbee                          |       |
|                                                             | François Poull                              | Province de Luxembourg        | Poull ball                                |       |
| Fédération                                                  | FVWB – Fédération Volley Wallonie-Bruxelles | Fédération Wallonie-Bruxelles | Volley Ball                               |       |
| Geste Fair-Play international                               | L’équipe du Japon et ses supporters         | Japon                         | Football (lors du Mondial 2018 en Russie) |       |
|                                                             | Marcello ‘El Loco’ Bielsa                   | Leeds UFC                     | Football                                  |       |

### Palmarès 2019-2020[8]
| Lauréat                                                     | Personne(s)                                | Lieu                | Sport         | Motif |
| ----------------------------------------------------------- | ------------------------------------------ | ------------------- | ------------- | ----- |
| Geste Fair-Play réalisé par un(e) sportif/ve de – de 18 ans | TOM DISTAVE                                | Région bruxelloise  | Hockey        |       |
| Geste Fair-Play réalisé par un(e) sportif/ve de + de 18 ans | ALEXIS BOITTE                              | Province de Hainaut | Football      |       |
|                                                             | KEEVIN MALCOURANT                          | Province de Hainaut | Course à pied |       |
| Promotion ou développement d’un projet Fair-Play            | Le club de basketball des MOLENBEEK REBELS | Région bruxelloise  | Basketball    |       |
| Personnalité                                                | JOY JOURET                                 | Brabant flamand     | Hockey        |       |
|                                                             | ERIC DELEUX                                | Brabant wallon      | Handisport    |       |
| «Merci!»                                                    | MAXIME LALOUX                              | Province de Namur   |               |       |
|                                                             | Le club ANNEESSENS 25                      | Région bruxelloise  |               |       |
| L’arbitre, vecteur des valeurs positives du sport           | Le club SC VOLLEY de Thimister             | Province de Liège   | Volleyball    |       |

### Palmarès 2020-2021[9]
| Lauréat                                                     | Personne(s)                                       | Lieu                | Sport       | Motif |
| ----------------------------------------------------------- | ------------------------------------------------- | ------------------- | ----------- | ----- |
| Geste Fair-Play réalisé par un(e) sportif/ve de – de 18 ans | VICTOR DE KERCHOVE DE DENTERGHEM                  | Région bruxelloise  | Voile       |       |
| Geste Fair-Play réalisé par un(e) sportif/ve de + de 18 ans | ILONA MILIOTO                                     | Province de Hainaut | Gymnastique |       |
| Personnalité                                                | EMILIE MUSCH                                      | Région bruxelloise  | Rugby       |       |
| Promotion du Fair-Play                                      | Le Basket Club Herve-Battice                      | Province de Liège   | Basketball  |       |
|                                                             | CHRISTOPHE DELAVIGNETTE                           | Région bruxelloise  | Hockey      |       |
| Sport collectif                                             | Équipe B Basketball du Club Embarquement immédiat | Province de Liège   | Basketball  |       |
| Prix spécial "SolidarSport"                                 | ERIC CHARETTE                                     | Province de Liège   | VTT         |       |

### SportConsilium
En mars 2017, l’ensemble des mouvements sportifs belges, la laïcité organisée et les cultes reconnus dans le pays cosignaient la déclaration «le sport, l’esprit de l’humanité», un texte fixant les balises d’une pratique sportive durant laquelle les règles sportives sont prépondérantes et plaçant les valeurs sportives telles que le respect, l’amitié et le fair-play au centre du jeu. Une première historique. 
Le SportConsilium a pour vocation la mise en œuvre de cette déclaration et se veut être un outil d’aide à la réflexion sur les interactions entre sport et religion ou philosophie de vie. En tentant d’apporter réponse aux questions des acteurs et actrices de terrain, le SportConsilium les informe, les soutient et tente de contribuer à l’amélioration de la convivialité dans l’exercice du sport. 
Le 23 juin 2021, le Panathlon Wallonie-Bruxelles a organisé un webinaire où se sont succédé des témoignages qui ont illustré la grande diversité du monde du sport, sur des réalités quotidiennes de sportives et de sportifs confrontés à la pratique religieuse.

### Expo photo "l'Esprit du Sport"
Parce que le sport est une fabrique à émotions, le Panathlon Wallonie-Bruxelles a rassemblé des photos représentant quelques-uns des plus beaux gestes Fair-Play de l’Histoire du sport. Issus des archives du Comité International Olympique (CIO) et de l’Agence Reporters, des acteurs incontournables du monde du sport, ces clichés d’une qualité exceptionnelle, couvrent près d’un siècle d’Esprit du Sport et font de cette exposition une opération unique dans le monde du sport et de la photographie. 
Pourquoi cette opération ?
L’objectif premier de cette exposition est de remettre sur le devant de la scène les vraies valeurs positives du sport. Celles qui font que le sport est un phénomène social incontournable. C’est la raison pour laquelle cette expo est conçue pour être disposée dans un environnement public extérieur. La gratuité et un confort optimal sont assurés pour tous les publics intéressés, des amateurs de sport aux férus d’archives photographiques.
L’exposition photo s’articule autour du thème générique « l’Esprit du Sport » est un véritable outil de promotion de valeurs universelles en utilisant le sport comme un levier de diffusion auprès de l’ensemble des générations. 

## Les membres du Panathlon Wallonie-Bruxelles
Le Panathlon Wallonie-Bruxelles peut aujourd’hui compter sur un réseau composé de plusieurs dizaines de membres tant individuels que collectifs, comme des clubs et des fédérations sportives, des interfédérales du sport, des villes et communes, des provinces.
Ce réseau, sans cesse grandissant, facilite indubitablement la diffusion des valeurs sportives dans tous les domaines de la société.
La liste de nos membres: https://www.panathlon.be/nos-membres/

## Distinctions
- 2020: Diplôme World Fair Play du Prix Willi Daume – Catégorie promotion - prix décerné par le Comité International du Fair-Play
- 2020: Prix Communication TV/ Radio – Henrique Nicolini (du nom de ce journaliste, nageur et dirigeant sportif brésilien qui s’est toujours positionné en faveur des valeurs éducationnelles du sport).
- 2018: prix décerné par le European Fair Play Movement.
- 2015: Prix Communication Candido Cannavo du Panathlon International[12].
- 2013: prix décerné par Panathlon International.
- 2012: prix décerné par Panathlon International.
- 2011: prix décerné par le Comité International du Fair-Play.

Des mises à l’honneur de tous horizons visant à témoigner de la nécessité de ce combat en faveur d’un sport plus Fair-Play.